# John Amos Comenius
John Amos Comenius (tiếng Séc: Jan Amos Komenský; tiếng Đức: Johann Amos Comenius; Latinized: Ioannes Amos Comenius; 28 tháng 3 năm 1592 - 15 tháng 11 năm 1670) là một triết gia, nhà giáo dục và nhà thần học người Séc tại Margraviate of Moravia. 
Ông là giám mục cuối cùng của Unity of the Brethren và đã trở thành một nhà tôn giáo tị nạn và là một trong những người khởi xướng đầu tiên của giáo dục phổ thông, một khái niệm cuối cùng được đưa ra trong cuốn sách Didactica Magna của ông. 
Ông được coi là cha đẻ của giáo dục hiện đại. Comenius là nhà sáng tạo đầu tiên giới thiệu sách giáo khoa bằng hình ảnh, viết bằng ngôn ngữ bản địa thay vì tiếng Latinh, áp dụng giảng dạy hiệu quả dựa trên sự tăng trưởng dần dần từ các khái niệm đơn giản đến các khái niệm toàn diện hơn, hỗ trợ học tập và phát triển tư duy logic suốt đời bằng cách vượt qua ghi nhớ máy móc, trình bày và ủng hộ ý tưởng về cơ hội học tập bình đẳng cho trẻ em nghèo, mở cửa nền giáo dục cho phụ nữ, thực hiện các hướng dẫn giáo dục trở nên phổ quát và thiết thực. Ngoài vùng Bohemia nơi ông đã sinh ra, ông còn sống và làm việc tại các khu vực khác của Đế quốc La Mã Thần thánh, và các quốc gia khác như: Thụy Điển, Liên bang Ba Lan – Litva, Transylvania, Anh, Hà Lan và Hungary.

## Tác phẩm

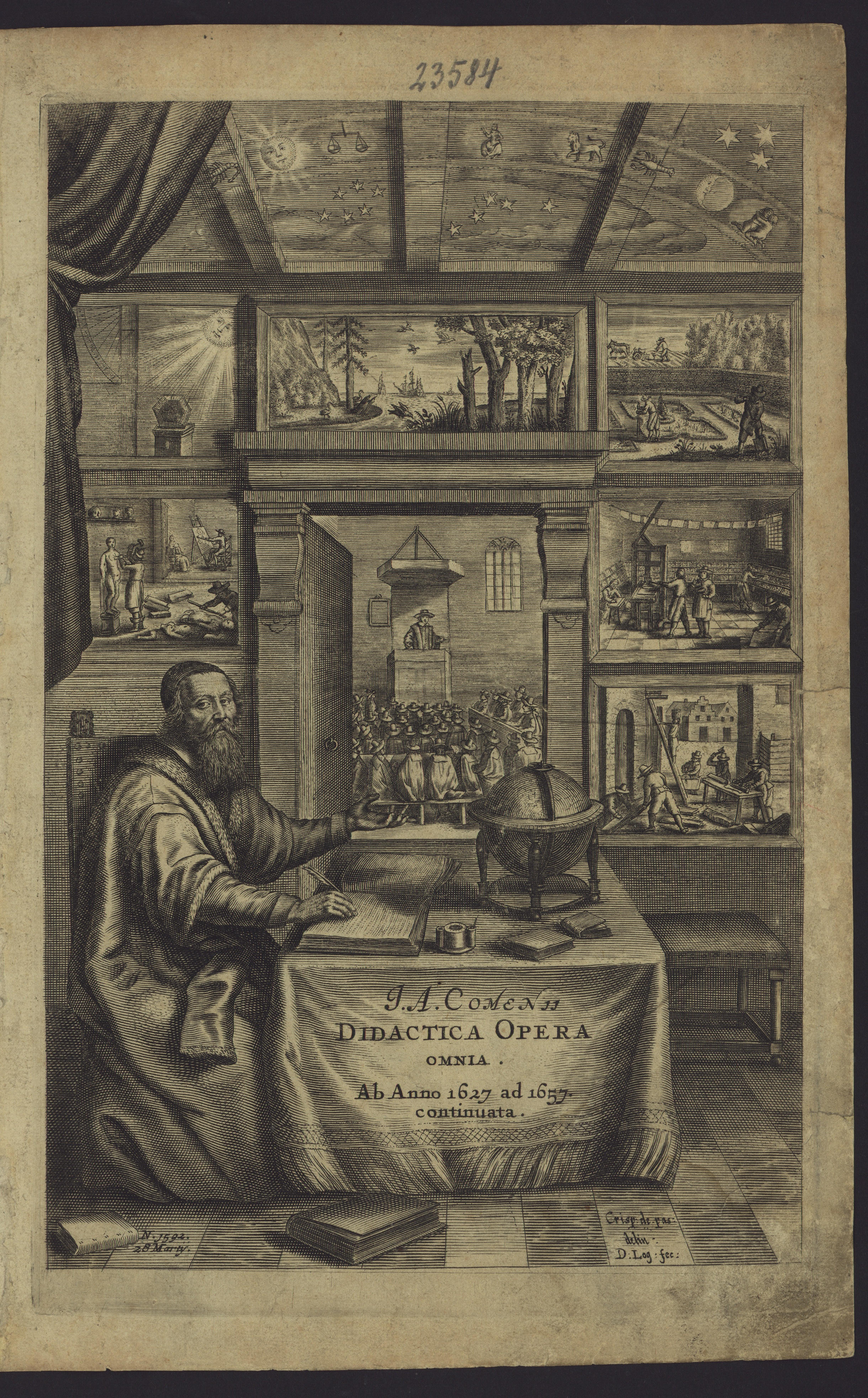
Sưu tập các phương pháp sư phạm, 1657

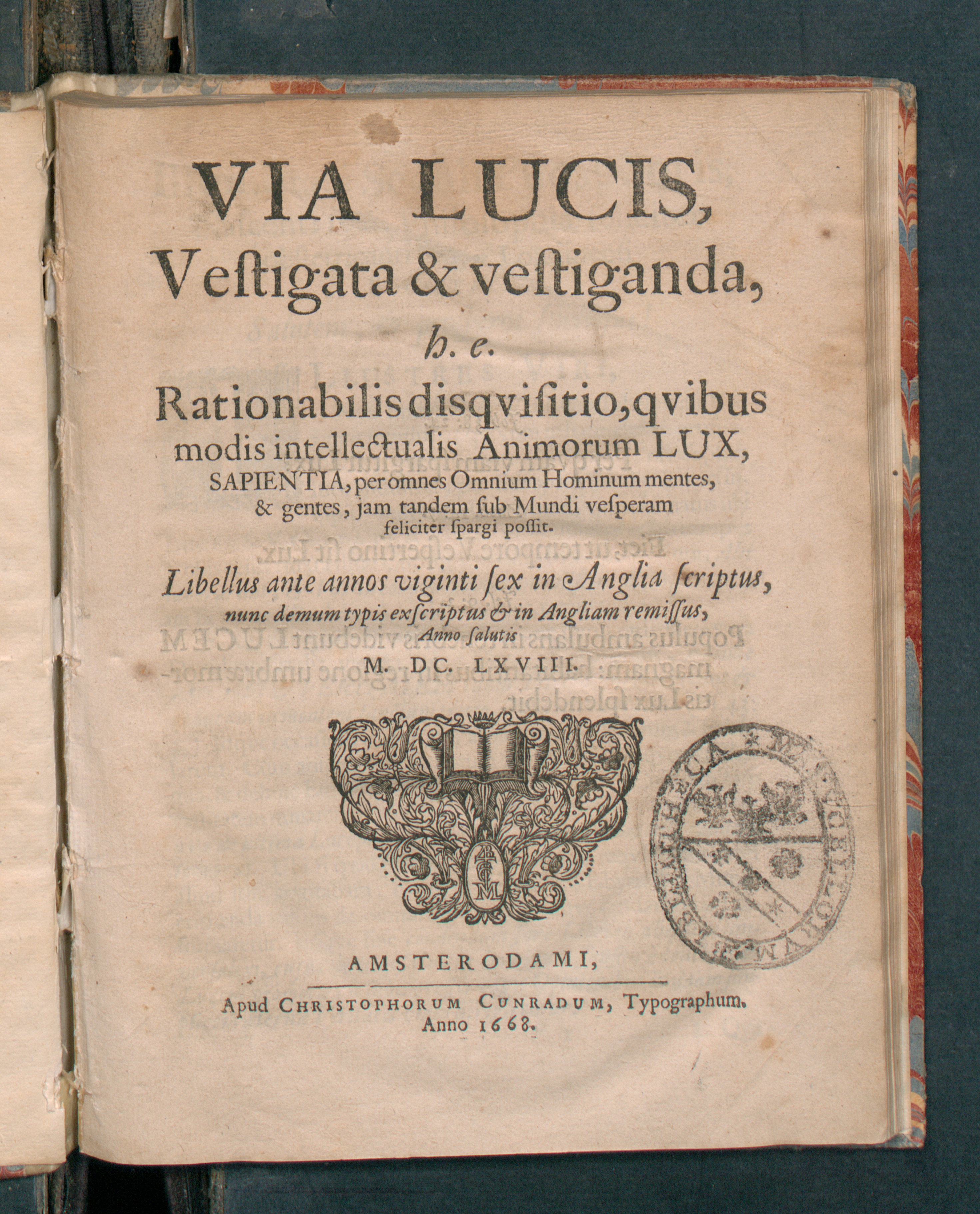
Via Lucis', 1668

### Tiếng Latinh
- Orbis Pictus ("The Visible World in Pictures")
- Linguae Bohemicae thesaurus, hoc est lexicon plenissimum, grammatica accurata, idiotismorum elegantiae et emphases adagiaque ("Treasure of the Czech language"), 1612–1656
- Problemata miscellanea ("Different Problems"), 1612, non existent, perished in fire while being prepared for printing.
- Sylloge quaestionum controversarum, 1613
- Grammaticae facilioris praecepta, 1614–1616
- Theatrum universitatis rerum, 1616–1627
- Centrum securitatis ("The Center of Safety"), 1625
- Moraviae nova et post omnes priores accuratissima delineatio autore J. A. Comenio ("Map of Moravia"), 1618–1627
- Didactica magna ("The Great Didactic"), 1633–1638
- Via Lucis, Vestigata & Vestiganda ("The Way of Light"), 1641
- Schola pansophica ("School of Pansophy"), 1650–1651
- Primitiae laborum scholasticorum, 1650–1651
- Opera didactica omnia ("Writing on All Learning"), 1657
- De bono unitatis et ordinis ("On Good Unity and Order"), 1660
- De rerum humanarum emendatione consultatio catholica ("General Consultation on an Improvement of All Things Human"), 1666
- Unum necessarium ("The One Thing Needful"), 1668
- Spicilegium Didacticum, 1680

### Tiếng Séc
- O andělích ("About Angels"), 1615
- Retuňk proti Antikristu a svodům jeho ("Utterance against the Antichrist and his temptations"), 1617
- O starožitnostech Moravy ("About Moravian Antiquities"), 1618–1621
- Spis o rodu Žerotínů (Script about House of Žerotín), 1618–1621
- Listové do nebe ("Letters to Heaven"), 1619
- Manuálník aneb jádro celé biblí svaté ("Manual or Core of the Whole Holy Bible"), 1620–1623
- Přemyšlování o dokonalosti kŕesťanské ("Thinking About Christian Perfection"), 1622
- Nedobytedlný hrad jméno Hospodinovo ("Unconqerable Fortress (is) Name of the God"), 1622
- Truchlivý, díl první ("The Mournful", volume I), 1623
- O poezí české ("About Czech Poetry"), 1623–1626
- Truchlivý, díl druhý ("The Mournful", volume II), 1624
- O sirobě ("About Poor People"), 1624
- Pres boží ("Press of God"), 1624
- Vidění a zjevení Kryštofa Kottera, souseda a jircháře sprotavského ("Seeing and Revelation of Kryštof Kotter, Neibourgh of Mine and Tanner from Sprotava"), 1625
- Překlad některých žalmů ("Translation of Some Psalms"), 1626
- Didaktika česká ("Czech Didactic"), 1628–1630
- Škola hrou (Schola Ludus, School by Play) 1630
- Labyrint světa a ráj srdce ("Labyrinth of the World and Paradise of the Heart") 1631
- Brána jazyků otevřená (The Gate of Languages Unlocked) 1631

## Xuất bản về ông
- Keatinge, The Great Didactic of Comenius Lưu trữ ngày 10 tháng 10 năm 2014 tại Wayback Machine (London, 1896)
- Kučera, Karel. 2014. Jan Ámos Komenský. A man in search of peace, wisdom, and proverbs. Proceedings of the Seventh Interdisciplinary Colloquium on Proverbs, November 2013, at Tavira, Portugal, ed. by Rui J. B. Soares and Outi Lauhakangas, pp. 64–73. Tavira: Tipografia Tavirense.
- Simon Somerville Laurie, John Amos Comenius (1881; sixth edition, 1898)
- Robert Herbert Quick, Essays on Educational Reformers (London, 1890)
- Müller, Ein Systematiker in der Pädagogik: eine philosophisch-historische Untersuchung: Inaugural-Dissertation zur Erlangung der Doctorwürde an der philophischen Fäcultat der Universität Jena (Dresden, Bleyl und Kaemmerer, 1887)
- Löscher, Comenius, der Pädagoge und Bischof (Leipzig, 1889)
- Monroe, Will S. Comenius and the Beginning of Educational Reform (New York, 1900) Web access
- John Amos Comenius and his Works (Prague, 1945)